# Parafia św. Jana Chrzciciela w Czemeryskim
Parafia św. Jana Chrzciciela w Czemeryskim – parafia znajdująca się w diecezji kamienieckiej w dekanacie barskim, na Ukrainie. Liczy ok. 250 wiernych.
W Czemeryskim nie rezyduje obecnie żaden duchowny. Parafia obsługiwana jest przez księży z parafii św. Anny w Barze.

## Historia
Kościół wybudowano w latach 1995–2000. 24 lipca 2000 został on konsekrowany przez koadiutora biskupa lipawskiego Vilhelmsa Lapelisa. W tym też roku erygowano parafię.